# Буркин, Юрий Александрович
Юрий Александрович Буркин  (род. 19 ноября 1927) — российский учёный и изобретатель, специалист в области вычислительной техники, радиотехники и электроники, лауреат премии им. А. С. Попова (1976).
В 1972—1992 гг. работал в Вычислительном центре СО АН СССР: ведущий конструктор, заведующий техническим сектором.
Получил 20 авторских свидетельств и патентов на изобретения в области разработки конструктивных элементов запоминающих устройств и способов для соединения элементов памяти.
Вместе с Ю. Е. Селезнёвым разработал способ механизированной прошивки ферритовых сердечников ЭВМ.
Лауреат премии им. А. С. Попова (1976) — за наиболее крупные научные работы в области радиотехники и электроники.
Заслуженный изобретатель РСФСР (1979). Награждён 6 медалями ВДНХ.

## Публикации
- Новое в механизированном пространстве накопителей памяти ЭВМ на ферритовых сердечниках [Текст]. — Новосибирск : [б. и.], 1975. — 46 с. : ил.; 21 см. — (Препринт / Вычисл. центр СО АН СССР).
- Новая технология, автоматизированное оборудование и совершенствование организации промышленного производства накопителей памяти ЭВМ на магнитных сердечниках [Текст] / Вычислит. центр СО АН СССР. — Препринт. — Новосибирск : [б. и.], 1974. — 47 с. : черт.; 20 см.